# 北海道道1071号音调津阵屋线
北海道道1071号音調津陣屋線（日语：北海道道1071号音調津陣屋線）是一条北海道十胜综合振兴局管内广尾郡广尾町的普通道级道路（北海道道）。
国道336号（黄金道路）出现状况时作为绕行道路使用，2009年至今作为北海道道而尚未启用的部分路段作为连接用町道。

## 道路概况
- 起点：北海道广尾郡广尾町音調津
- 終点：北海道广尾郡广尾町茂寄
- 总距离：9.2千米（内、尚未启用区間1.2千米）

## 经过的自治体
- 十胜综合振兴局
  - 广尾郡广尾町

## 主要连接道路
- 国道336号（终点）

## 隧道
- 音調津隧道（486米）

## 历史
- 1986年（昭和61年）3月31日 - 路線勘定（北海道告示第508号）